# Otlophorus rufogibbosus
Otlophorus rufogibbosus är en stekelart som först beskrevs av Joseph Kriechbaumer 1897.  Otlophorus rufogibbosus ingår i släktet Otlophorus och familjen brokparasitsteklar. Inga underarter finns listade i Catalogue of Life.